# ISO-fil
En .ISO-fil er et virtuelt billede på enten en cd, dvd eller blueray skive. .ISO er en forkortelse af ISO9660.
Med billede menes, at den indeholder en identisk kopi af den cd, ISO-filen er oprettet ud fra. Det er ligesom, når man tager et fotografi, så laver man også en slags kopi af det man fotograferer.
Hvis man ligger inde med en ISO-fil, skal den ikke bare brændes ud på en cd ved at lægge filen over. Den skal brændes som et billede. Dette har langt de fleste nyere brænderprogrammer en funktion til. I brænderprogrammet Nero Burning Rom kan det gøres via menuen Filer ved at vælge Brænd billede.
Mange Linux-distributioner kan hentes som ISO-filer og derefter skal man selv brænde dem ud på en blank cd-skive.
Grunden til, at det hedder ISO-filer, er, at ISO-filer oftest er billeder af datacd'er, som bruger filsystemet ISO 9660.
Dog kan en ISO-fil åbnes uden at brænde den ned på en blank cd-skive. Dette kan f.eks. foregå med et program som daemon tools og WinRAR. Windows 8 og samtlige Linux distributioner har funktioner indbygget til at åbne filerne
| It | Spire Denne it-artikel er en spire som bør udbygges. Du er velkommen til at hjælpe Wikipedia ved at udvide den. |